# Terra di Siena Film Festival
Il Terra di Siena International Film Festival è un festival cinematografico dedicato al cinema sociale e politico, che si svolge dal 1997 nella città di Siena, tra la fine di settembre e ottobre.
Dopo la direzione artistica, tra gli altri, di Stefania Casini e Manuel De Sica, figlio di Vittorio De Sica, dal 2015 è curato da Antonio Flamini.

## Storia
Ideato e fondato  nel 1997 da Maria Pia Corbelli, il festival è dedicato al cinema indipendente di tutto il mondo. Ha scoperto, valorizzato e fatto conoscere nuove realtà del cinema mondiale, ma ha anche proposto al pubblico anteprime internazionali e incontri con i protagonisti del grande cinema. Sulla scena senese si sono avvicendate star come Andy García, Emir Kusturica, Peter Greenaway, Roman Polański, Bob Rafelson, Eric Roberts, Emilia Fox, Susan Sarandon e fra gli italiani, Valeria Golino, Giancarlo Giannini, Lucia Bosè, Ennio Fantastichini, Bernardo Bertolucci, Ermanno Olmi, Silvio Orlando, Laura Morante, Nino Manfredi e Anna Favella.
Dopo una prima edizione a Bagnaia, sede stabile del concorso internazionale di lungometraggi, è stata Siena.
L'edizione 2012 vide la direzione artistica di Manuel De Sica, scrittore e musicista. Oltre al consueto programma di anteprime mondiali di film indipendenti con forti tematiche sociali e politiche provenienti da tutto il mondo, una retrospettiva sui film dove i protagonisti sono i "cavalli eroi", un omaggio al periodo dei telefoni bianchi e un omaggio a Anna Magnani. A fianco della rassegna, un convegno con la partecipazione dell'attore Leo Gullotta, del regista Fabio Grossi e dello stesso Manuel De Sica e critici come Ernesto G. Laura, Massimo Giraldi, Dina Disa, Ettore Calvello.
I 10 film in concorso si contendono il premio "Sanese d'oro".

## Premi
- Premio Sanese d'oro: Miglior Lungometraggio
- Premio M-Feel della critica
- Premio speciale Golden Spike Award del Social World Film Festival
- Premio Eccellenza alla carriera
- Premio "Associazione Antigone" Pia de' Tolomei